# سفارة فنلندا في أوكرانيا
سفارة فنلندا في أوكرانيا هي أرفع تمثيل دبلوماسي لدولة فنلندا لدى أوكرانيا. تقع السفارة في كييف وهي تهدف لتعزيز المصالح الفنلندية في أوكرانيا.

## وصلات خارجية
- الموقع الرسمي
- قائمة سفارات فنلندا
- قائمة السفارات في أوكرانيا